# Lobendava
Lobendava (en allemand : Lobendau) est une commune du district de Děčín, dans la région d'Ústí nad Labem, en Tchéquie. Sa population s'élevait à 276 habitants en 2021.

## Géographie
Lobendava se trouve à la frontière allemande, à 29 km au nord-nord-est de Děčín, à 44 km au nord-est d'Ústí nad Labem et à 106 km au nord de Prague.

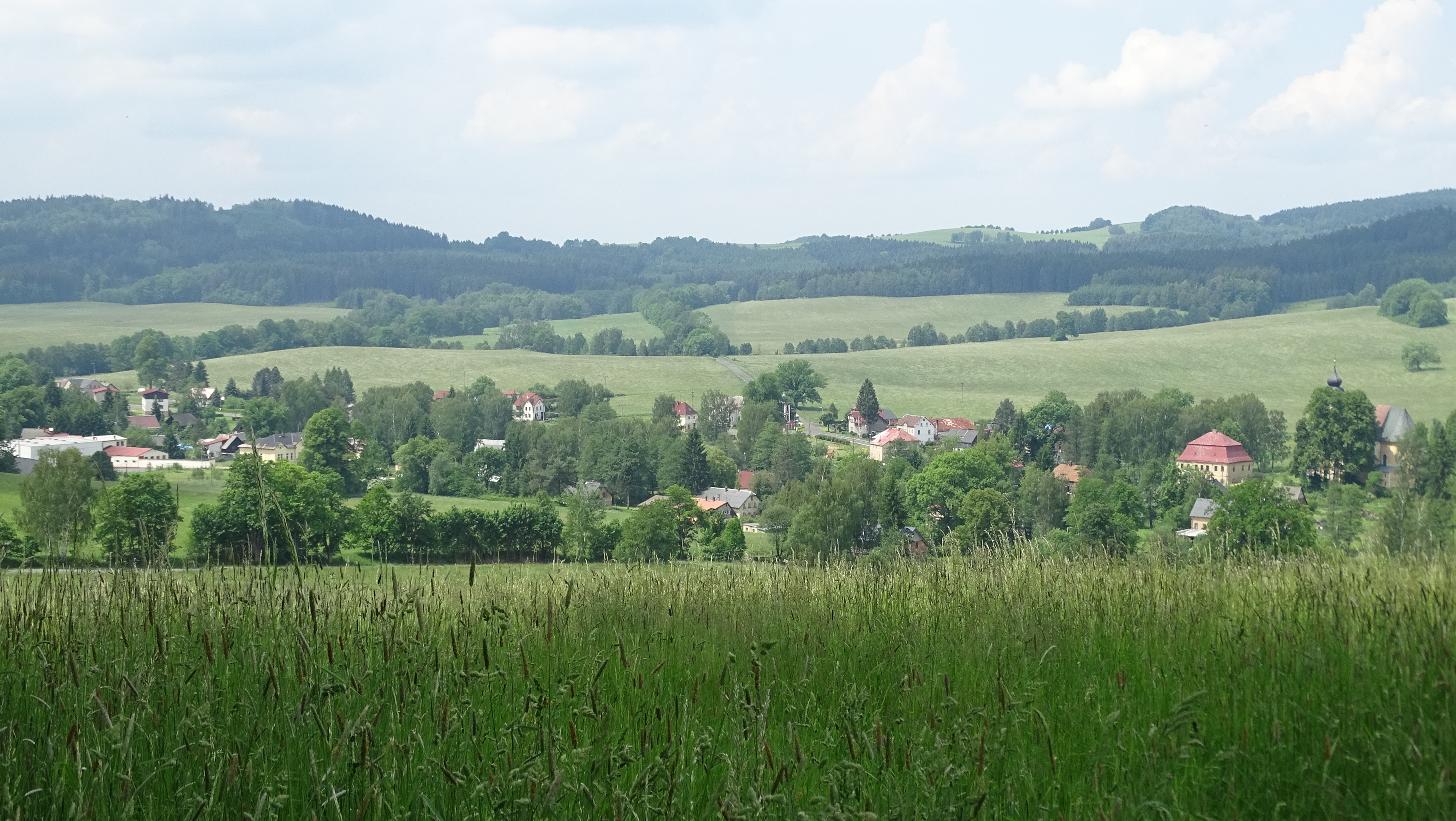
Lobendava : vue générale.

La commune est limitée par l'Allemagne à l'ouest et au nord, par Lipová à l'est, et par Dolní Poustevna au sud.

## Histoire
La première mention écrite du village date de 1449.

## Administration
La commune se compose de deux quartiers :
- Lobendava
- Severní

## Transports
Par la route, Lobendava se trouve  à 21 km de Rumburk, à 42 km de Děčín, à 66 km d'Ústí nad Labem et à 147 km de Prague.